# Listă de magazine online de electronice și IT din România
Aceasta este o listă de magazine online de electronice și IT din România.
Piața online de IT din România a fost de aproximativ 109,5 milioane de euro în anul 2007.. Pentru anul 2008, această piață este estimată la 250 milioane euro.
În septembrie 2006, numărul magazinelor online din România era estimat la 800.
| Nume                                                      | Sit web                                                    | Domeniu                                                        | Vânzări în 2007 (milioane euro) | Cota de piață în anul 2007(%) |
| --------------------------------------------------------- | ---------------------------------------------------------- | -------------------------------------------------------------- | ------------------------------- | ----------------------------- |
| CEL                                                       | www.cel.ro                                                 | Componente PC, Telefoane                                       | 10,0                            | 9,1                           |
| eMAG                                                      | www.emag.ro                                                | Componente PC, Telefoane, Software, Foto/Video                 | 76,7                            | 70,0                          |
| evoMAG                                                    | www.evomag.ro                                              | calculatoare PC, componente, foto-video, electrocasnice        | &&&&&&&&&&&&&&01.&&&&&0 1       | -                             |
| F64 Studio                                                | www.f64.ro                                                 | aparate foto-video și accesorii                                | 5,4                             | -                             |
| TopPrice                                                  | topprice.ro Arhivat în 18 august 2023, la Wayback Machine. | IT, Electronice, Electrocasnice, Electrice                     |                                 |                               |
| PC Garage                                                 | www.pcgarage.ro                                            | Componente PC, Telefoane                                       | 6,0                             | 5,4                           |
| PCfun                                                     | www.pcfun.ro                                               | Componente PC, Telefoane                                       | 4,8                             | 4,4                           |
| Altex                                                     | altex.ro                                                   | Componente PC, Telefoane, Software, Foto/Video, Electrocasnice | 70,1                            | 63,4                          |
| MarketOnline                                              | www.marketonline.ro                                        | Electrocasnice, Componente PC, Telefoane, Software, Foto/Video | 5,5                             | -                             |
| DevoDep Arhivat în 11 februarie 2022, la Wayback Machine. | www.devodep.ro                                             | Calculatoare, Laptopuri, Componente PC, Telefoane              |                                 |                               |